# Hu Jinqiu
Det här är en artikel om en person med kinesiskt personnamn; Hu är familjenamnet.
Hu Jinqiu, född 24 september 1997, är en kinesisk basketspelare. 
Hu deltog vid olympiska sommarspelen 2020 och var en del av Kinas lag som blev utslagna i gruppspelet i tremannabasket.